# Барбер, Хилия
Хилия Гарес Гомес Лима Барбер (порт. Hilia Barber; род. 21 апреля 1944, Бисау, Португальская Гвинея) — государственный и дипломатический деятель Гвинеи-Бисау. Министр иностранных дел в 1999 году.

## Биография
В 1982 году работала руководителем отдела Европы и Америки Министерства иностранных дел Гвинеи-Бисау. Входила в состав делегации, отправленной на Кубу для переговоров о предоставлении технической помощи, международных грантах и военной подготовке.
С апреля 1996 года — посол Гвинеи-Бисау в Израиле. Находясь на этой должности, в июле 1998 года обратилась за гуманитарной помощью к израильскому правительству для облегчения страданий населения от последствий гражданской войны в Гвинее-Бисау.
В начале 1999 года Барбер была назначена министром иностранных дел страны, став первой женщиной в Гвинее-Бисау, занявшей эту должность. В том же году была заменена на Жозе Перейру Батисту. В 2013 году назначена послом Гвинеи-Бисау во Франции.